# Zostérops du Mbulu
Zosterops mbuluensis
Espèce
Statut de conservation UICN

LC : Préoccupation mineure
Le Zostérops du Mbulu (Zosterops mbuluensis) est une espèce de Passereaux de la famille des Zostéropidés. Endémique de quelques zones montagneuses entre la Tanzanie et le Kenya, il n'a été reconnu que récemment en tant qu'espèce à part entière ; il demeure très mal connu.

## Dénomination
Le nom Zostérops est issu du grec ζωστήρ (zoster) signifiant « ceinture » et ὤψ (ops) signifiant « œil », en référence au cercle blanc qui entoure ses yeux. Le qualificatif « du Mbulu » et le nom latin mbuluensis se réfèrent au District du Mbulu (en), une région administrative de Tanzanie (et une ville éponyme) dans laquelle on peut l'observer.

## Description

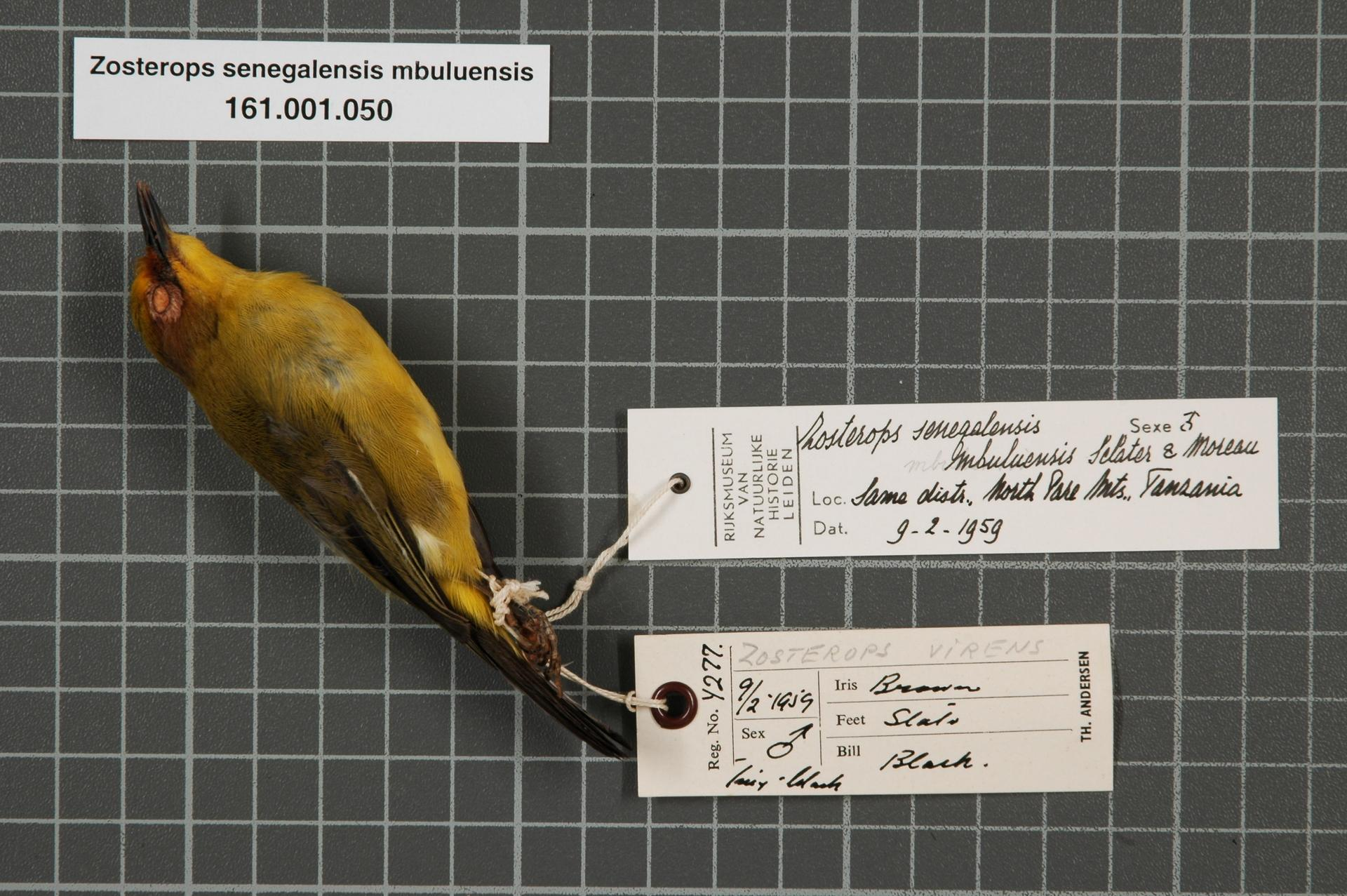
Mâle mort.

Le Zostérops du Mbulu est un petit oiseau, mesurant entre 11 et 12 cm. Il possède un front jaune avec une couronne jaune-verte complétant un dos vert ; sa gorge est jaune, et ses dessous sont jaune entouré de vert. Il possède un oeil brun cerclé du blanc caractéristique des zostérops, plus prononcé que la plupart de ses congénères, ainsi qu'un bec noir et des pattes grises. La femelle et les juvéniles sont difficilement distinguables du mâle.

## Répartition et habitat

### Répartition
Le Zostérops du Mbulu est endémique de quelques zones du nord de la Tanzanie et du sud du Kenya, dans une zone s'étendant du mont Hanang (en) au sud jusqu'à Ol Doinyo Orok (en) au nord ; on le trouve également dans le parc national de Chyulu Hills.

### Habitat
On le trouve plutôt à haute altitude, au-delà de 1 400 m, bien que les limites précises soient mal connues ; il y occupe les forêts de montagne et leur lisière.

## Écologie et comportement
Son comportement n'a jamais été précisément étudié ; son régime alimentaire est vraisemblablement similaire aux autres zostérops de la région, comme Zosterops kikuyuensis, incluant des petits insectes et des fruits.

## Systématique
Le Zostérops du Mbulu a été décrit pour la première fois par William Lutley Sclater et Reginald Ernest Moreau en 1935, sous le nom Z. virens mbuluensis ; ils notent une ressemblance avec Zosterops kikuyuensis, qui était également placé dans Z. virens à l'époque. L'espèce est considérée comme monotypique dans la la classification de référence du Congrès ornithologique international (17 mars 2024).
Il était anciennement classé comme une sous-espèce du Zostérops alticole ; une étude phylogénétique a montré en 2013 qu'il est en fait peu apparenté à celle-ci, l'espèce la plus proche étant en réalité le Zostérops à flancs jaunes,.

## Le Zostérops du Mbulu et l'humain

### Conservation
Le Zostérops du Mbulu est considéré comme étant de « préoccupation mineure » par l'UICN (17 mars 2024), bien que sa population ne soit pas connue, car il est supposément commun dans son aire de répartition.